# Малінець (Люблінське воєводство)
Малінець (пол. Maliniec) — село в Польщі, у гміні Поток-Великий Янівського повіту Люблінського воєводства.
Населення — 194 особи (2011).
У 1975-1998 роках село належало до Тарнобжезького воєводства.

## Демографія
Демографічна структура станом на 31 березня 2011 року:
|          | Загалом | Допрацездатний вік | Працездатний вік | Постпрацездатний вік |
| -------- | ------- | ------------------ | ---------------- | -------------------- |
| Чоловіки | 91      | 19                 | 62               | 10                   |
| Жінки    | 103     | 25                 | 57               | 21                   |
| Разом    | 194     | 44                 | 119              | 31                   |